# Тиморский питон
Тиморский питон (лат. Malayopython timoriensis) — неядовитая змея из семейства питоновых. Очень редкое животное.

## Описание

### Внешний вид
Длина — до 3 м. Голова удлинённая, овальной формы, шея относительно тонкая. Основной фон окраски от жёлтого до красно-коричневого цвета. Тело покрыто неровными темными пятнами, образующими сложный узор. Нижняя сторона тела белая. Кожа с сильным радужным отливом и легкой восковой дымкой.

### Распространение и места обитания
Водятся только на двух островах в группе Малых Зондских — Флоресе и Тиморе.
Населяют кустарниковые буши и сухие леса.

### Питание
Кормятся мелкими млекопитающими и птицами.

### Размножение
В кладке 15—20 яиц.

## Тиморский питон и человек
Биология вида практически не изучена.